# Munster (Haut-Rhin)
Munster (Duits: Münster im Elsass) is een gemeente in de Elzas in de Franse regio Grand Est. De gemeente telde 4.709 inwoners op 1 januari 2022.
De plaats staat bekend om haar kaas: de munster.

## Geschiedenis
Munster was tot 2015 de hoofdplaats van het gelijknamige kanton in het arrondissement Colmar. Op 1 januari van dat jaar fuseerde het arrondissement met het arrondissement Ribeauvillé tot het arrondissement Colmar-Ribeauvillé. Toen het kanton op 22 maart 2015 werd opgeheven werd Munster opgenomen in het kanton Wintzenheim.
Op 1 januari 2021 werden de departmenten Bas-Rhin en Haut-Rhin bestuurlijk samengevoegd tot de Collectivité européenne d'Alsace. Het departement Haut-Rhin, waartoe Munster behoort, behield alleen de electorale functie.

## Geografie
De oppervlakte van Munster bedraagt 8,64 vierkante kilometer; Op 1 januari 2022 was de bevolkingsdichtheid 545 inwoners per km².

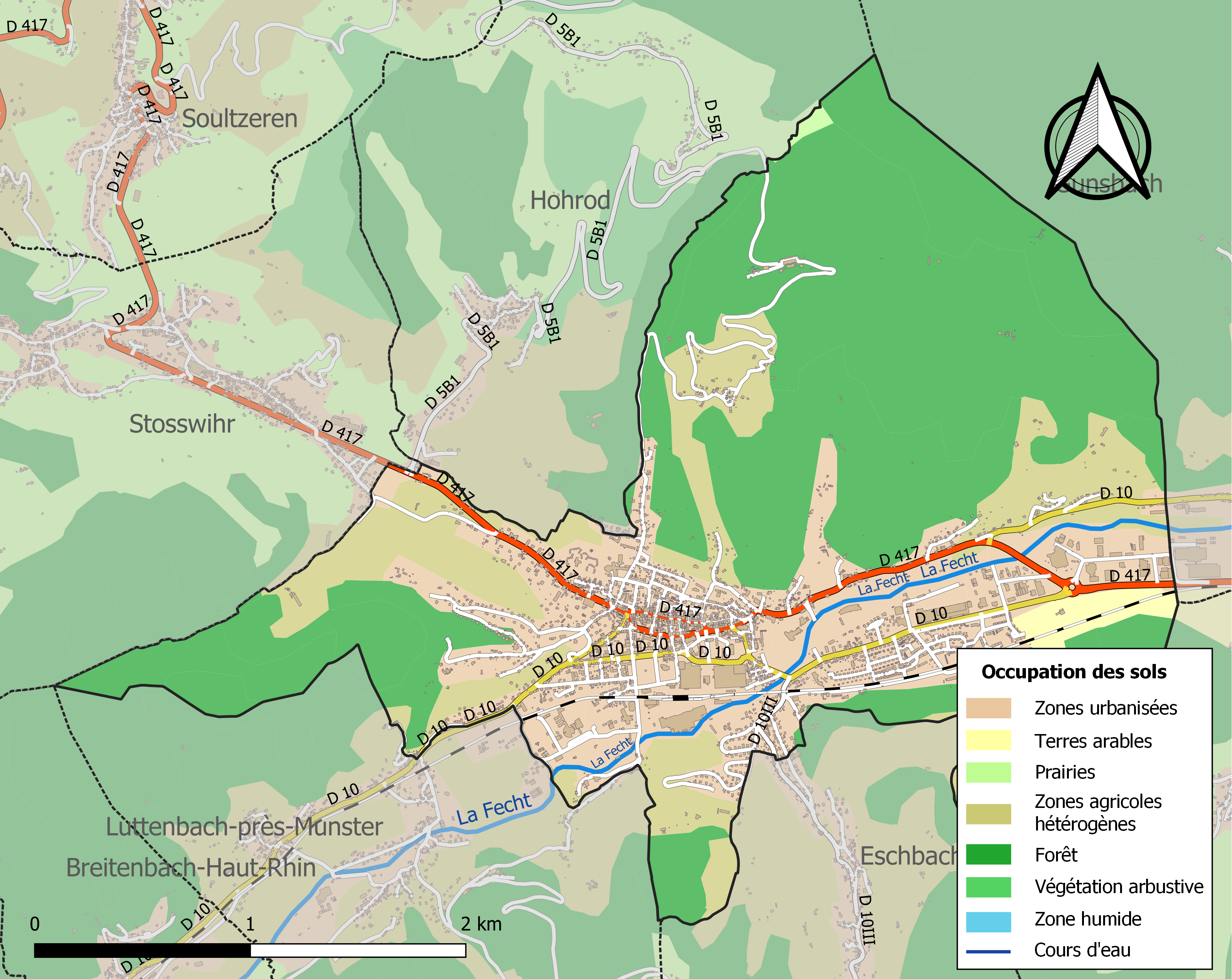
Kaart van de gemeente met de belangrijkste infrastructuur, bodemgebruik en omliggende gemeenten

## Geschiedenis
De rijksstad Munster is ontstaan binnen het abdijvorstendom Munster en was lid van de Tienstedenbond van de Elzas.

## Demografie
Onderstaande figuur toont het verloop van het inwonertal (bron: INSEE-tellingen).

## Afbeeldingen

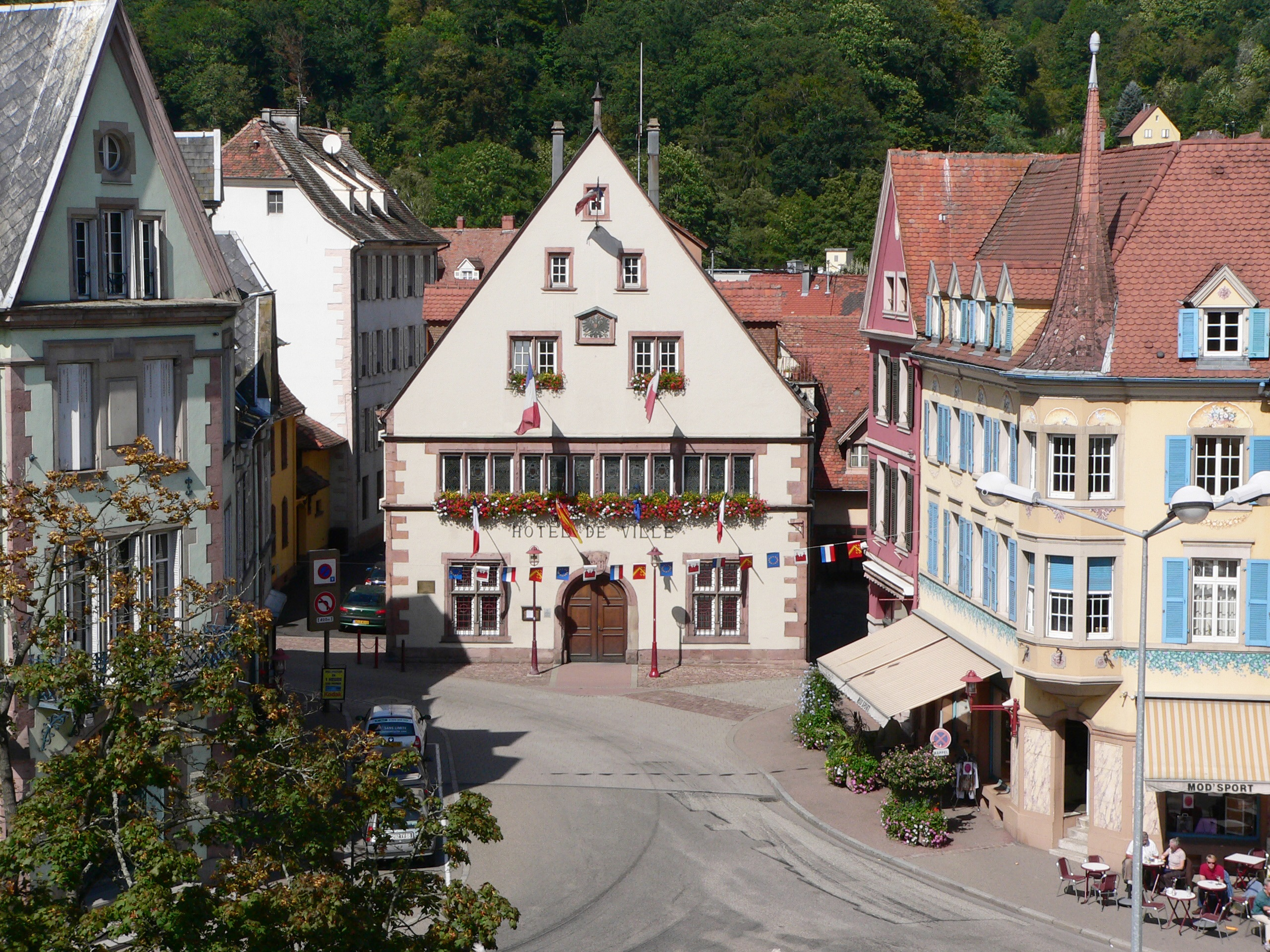
Gemeentehuis van Munster
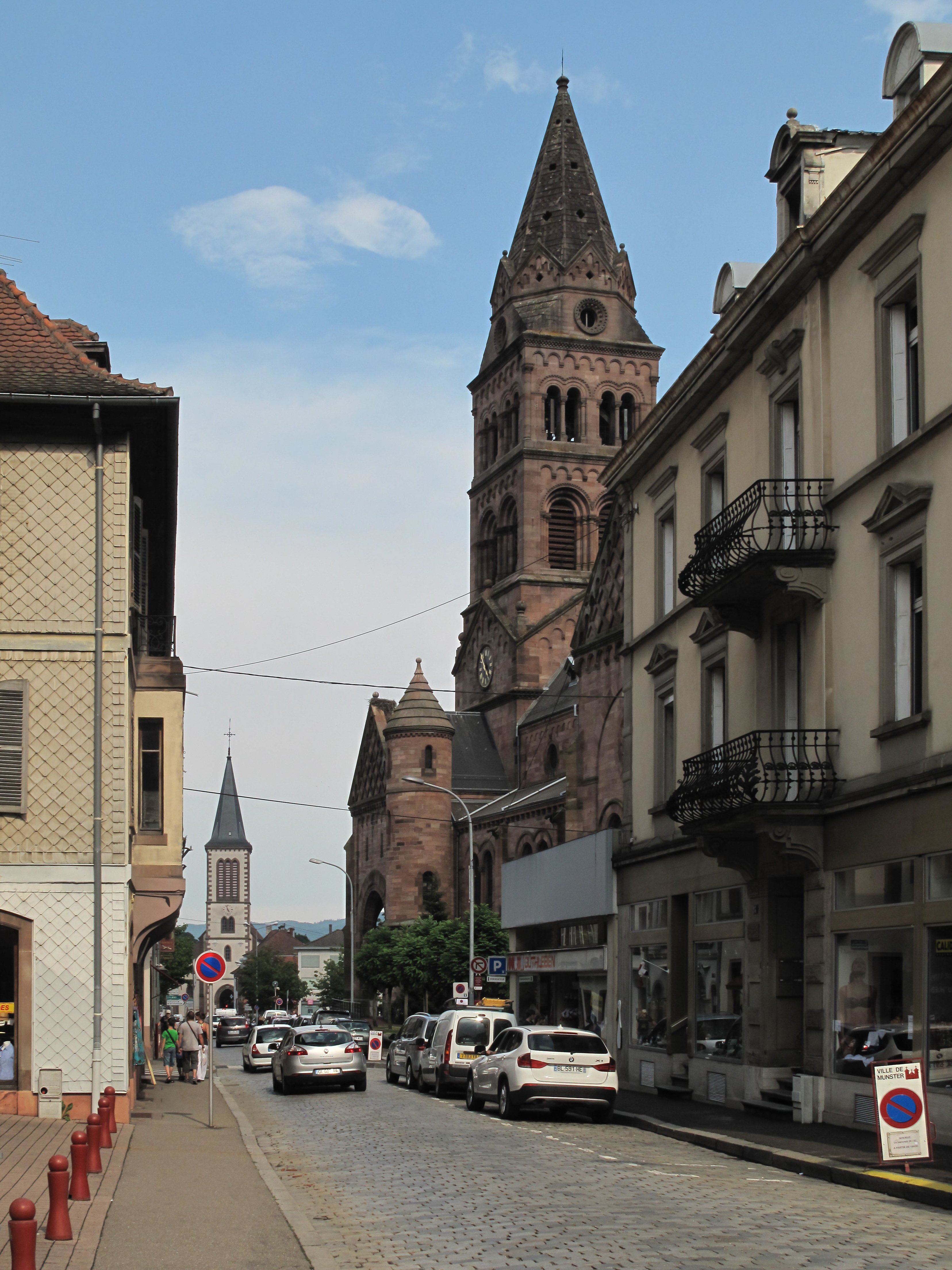
Straatzicht met protestante kerk en katholieke kerk op de achtergrond
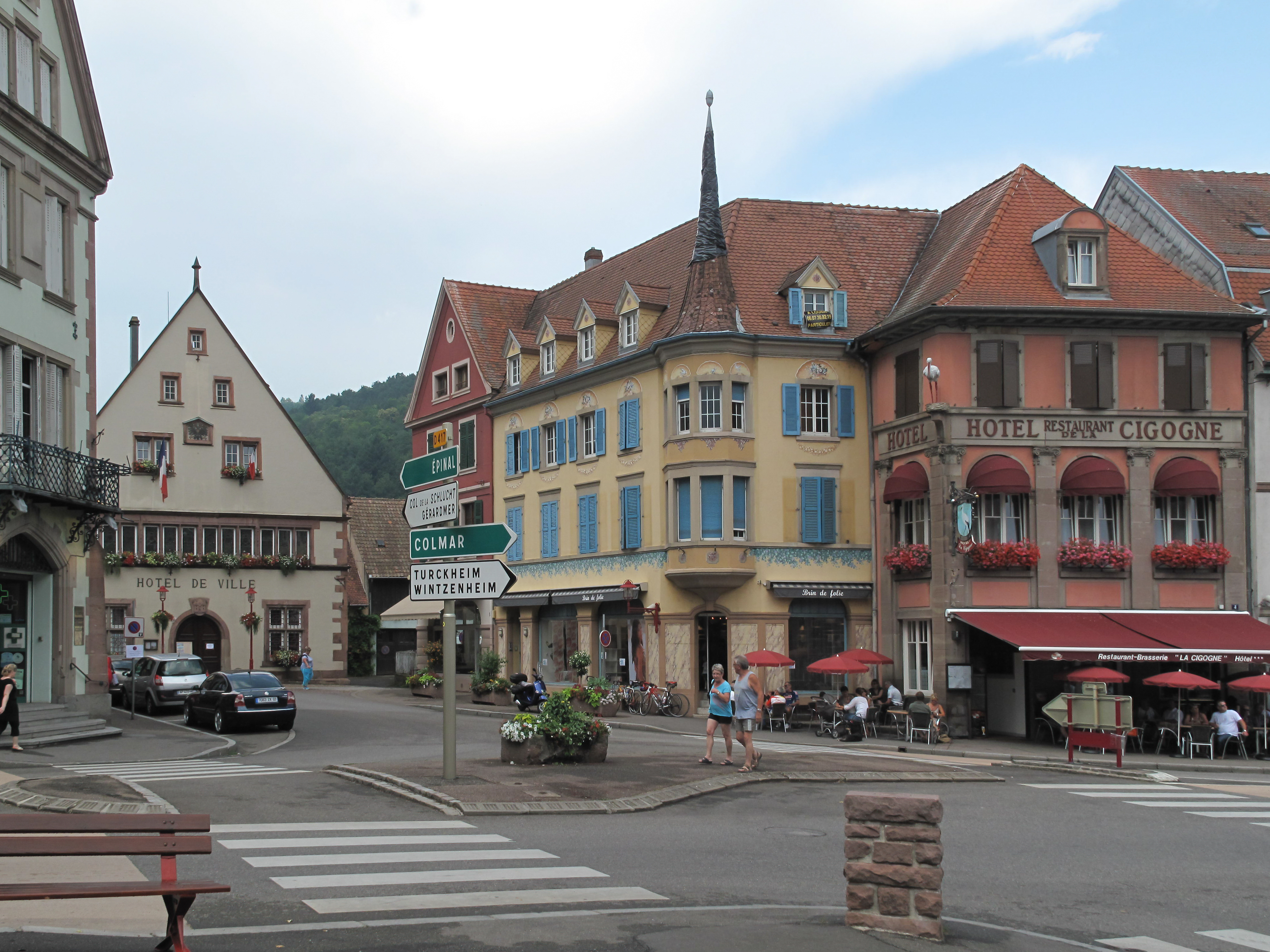
Straatzicht: Place du Marché-rue Saint-Gregoire-Grand Rue met stadhuis
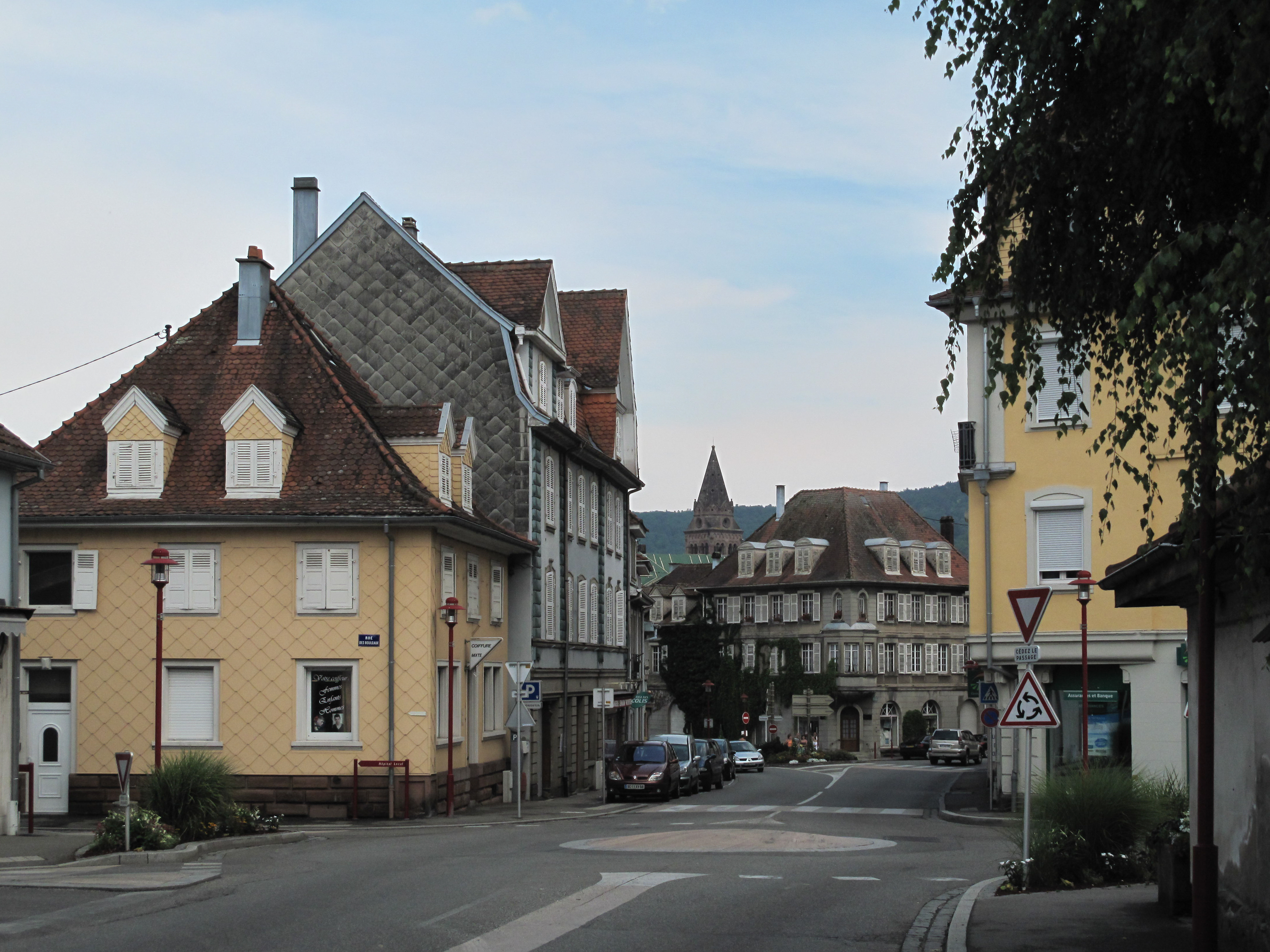
Straatzicht: Rue du 9e Zouaves

Breitenbach-Haut-Rhin · Eguisheim · Eschbach-au-Val · Griesbach-au-Val · Gueberschwihr · Gundolsheim · Gunsbach · Hattstatt · Herrlisheim-près-Colmar · Hohrod · Husseren-les-Châteaux · Luttenbach-près-Munster · Metzeral · Mittlach · Muhlbach-sur-Munster · Munster · Niedermorschwihr · Obermorschwihr · Osenbach · Pfaffenheim · Rouffach · Sondernach · Soultzbach-les-Bains · Soultzeren · Soultzmatt · Stosswihr · Turckheim · Vœgtlinshoffen · Walbach · Wasserbourg · Westhalten · Wettolsheim · Wintzenheim · Wihr-au-Val · Zimmerbach